# 思茅杭子梢
思茅杭子梢（学名：Campylotropis harmsii）为豆科杭子梢属下的一个种。

## 扩展阅读
- 維基物種上的相關：思茅杭子梢